# Regio IX Liguria

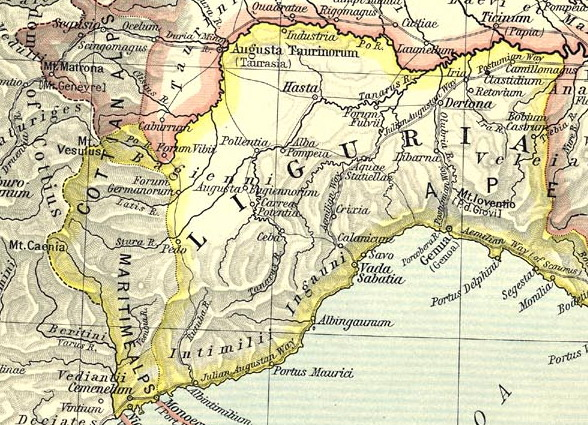
Carte de la Regio IX Liguria sous Auguste.

La Regio IX Liguria est l'une des onze régions augustéennes d'Italie pendant sa période romaine, qui s'étendait du fleuve Var jusqu'au fleuve Magra, près de l'actuelle La Spezia.

## Géographie
La géographie de Strabon, du livre 2, chapitre 5, section 28 :

« Les Alpes sont habitées par de nombreuses nations, toutes celtiques à l'exception des Ligures, qui, bien que d'une race différente, leur ressemblent étroitement dans leur mode de vie. Ils (les Ligures) habitent cette partie des Alpes qui est à côté des Apennins, et aussi une partie des Apennins eux-mêmes. Cette dernière crête montagneuse traverse toute la longueur de l'Italie du nord au sud et se termine au détroit de Sicile. »

— Strabon (Ier siècle av. J.-C.).
Cette zone correspond à l'actuelle région de la Ligurie en Italie ainsi qu'à une partie du département des Alpes Maritimes.
L'écrivain, naturaliste et philosophe romain Pline l'Ancien écrit dans son livre L'Histoire Naturelle livre III chapitre 7 sur les Ligures et la Ligurie :

« Les plus célèbres des tribus ligures au-delà des Alpes sont les Salluvii, les Deciates et les Oxubii (...) La côte de la Ligurie s'étend sur 211 milles40, entre les fleuves Var et Magra. »

— Pline l'Ancien (Ier siècle).
Tout comme Strabon, Pline l'Ancien situe la Ligurie entre les fleuves du Var et de la Magra. Il cite également les peuples ligures vivant de l'autre côté des rives du Var et des Alpes. Il écrit dans son livre L'Histoire Naturelle livre III chapitre 6 :

« La Gaule est séparée de l'Italie par le fleuve Var, et par la chaîne des Alpes (...) Forum Julii Octavanorum, une colonie, qui est aussi appelée Pacensis et Classica, le fleuve Argenteus, qui le traverse, puis le district des Oxubii et celui des Ligauni (populations ligures), au-dessus desquels se trouvent les Suetris, les Quariats et les Adunicates (populations celtes). Sur la côte, nous avons Antipolis, ville de droit latin, le district des Deciates (population ligures), et la fleuve Var, qui vient du mont Cema, dans les Alpes. »

— Pline l'Ancien (Ier siècle).

## Cités
- Alba Pompeia (Alba)
- Albintimilium (Vintimille)
- Albingaunum (Albenga)
- Augusta Bagiennorum (Bene Vagienna)
- Derthona (Tortone)
- Genua (Gênes)
- Hasta (Asti)
- Iria (Voghera)
- Libarna (Serravalle Scrivia)
- Monilia (Moneglia)
- Nicaea (Nice)
- Portus Delphini (Portofino)
- Portus Veneris (Porto Venere)
- Segesta (Sestri Levante)
- Vada Sabatia (Vado Ligure)
- Spedia (La Spezia)